# Gilbert R. Hill
Gilbert Roland "Gil" Hill (5 de noviembre de 1931 - 29 de febrero de 2016) fue un oficial de policía, actor y político estadounidense. Fue presidente del Ayuntamiento de Detroit. Es también reconocimiento por su papel de inspector Todd en la serie de películas Beverly Hills Cop.

## Biografía
Nacido en Birmingham, Alabama, Hill era hijo de Mary Lee Hill, siendo madre soltera crio sola a él y a su hermana Toni. En la década de 1940, Hill se mudó con su madre y su hermana a Washington D. C. Se graduó de la escuela secundaria Cardozo en 1949. Quiso asistir a la Universidad de Howard, pero no pudo debido a la escasez de recursos financieros.
En cambio se unió a la Fuerza Aérea de Estados Unidos en 1950 y realizó su servicio militar en Selfridge Air Force Base cerca de Detroit. Después de abandonar la Fuerza Aérea en 1953, regresó al área de Detroit, donde trabajó en varios trabajos durante los próximos cuatro años.

### Carrera policial
Se unió al Departamento del Sheriff del condado de Wayne en 1957, pero rápidamente se desilusionó por la poca acción, por lo que se unió al Departamento de Policía de Detroit en 1959. En 1969 fue ascendido a detective y fue asignado a la división de homicidios al año siguiente. Durante la siguiente década, Hill llamó la atención nacional por su capacidad para obtener confesiones de los asesinos más notorios. Estuvo involucrado en la investigación en torno al caso de los infanticidios en Atlanta en 1979 que finalmente resultó en el juicio y la condena de Wayne Williams.
Hill fue ascendido al rango de Inspector a cargo de la División de Homicidios en 1982, y en 1989, se retiró del Departamento de Policía de Detroit en el rango de comandante.

### Carrera política
Después de su retiro del trabajo policial, se convirtió en concejal de Detroit, se convirtió en su presidente en 1997 y se postuló sin éxito para alcalde contra Kwame Kilpatrick en 2001. Inicialmente se lo consideraba el principal candidato y contaba con el apoyo de muchas personas. Conectado con el alcalde titular Dennis Archer. En 2019, se presentó un retrato de Hill en el Coleman A. Young Municipal Center, en el Downtown de Detroit, una tradición llevada a cabo por todos los expresidentes del Ayuntamiento.

### Carrera actoral
Ya una figura prominente a través de su éxito como policía, Hill saltó a la fama mundial cuando apareció en el Beverly Hills Cop, interpretando el papel del Inspector Todd, el jefe del personaje de Eddie Murphy, Axel Foley. Aunque se le ofreció otro trabajo como actor después del lanzamiento de la película, se negó a seguir actuando como una carrera. Apareció sin embargo en las dos secuelas posteriores de la película. Dijo que la única diferencia entre la vida de su famoso personaje y la suya era que no maldecía mucho en la vida real.

### Vida personal y muerte
Hill se casó con Dolores Hooks, quien cantaba en el coro de una iglesia local, en 1955. Permanecieron casados hasta su muerte en 2015. Tenían dos hijos y una hija.
Murió de neumonía a la edad de 84 años el 29 de febrero de 2016, en el DMC Sinai-Grace Hospital en Detroit.

## Filmografía
| Year | Title                 | Role                   | Notes             |
| ---- | --------------------- | ---------------------- | ----------------- |
| 1984 | Beverly Hills Cop     | Inspector Douglas Todd |                   |
| 1987 | Beverly Hills Cop II  | Inspector Douglas Todd |                   |
| 1994 | Beverly Hills Cop III | Inspector Douglas Todd | (final film role) |

## Sources
- People Jan. 7, 1985